# Cantonul Oud-Loosdrecht
Cantonul Oud-Loosdrecht a fost un canton din arondismentul Amsterdam, departamentul Sud, regiunea, Franța.

## Comune
- Oud-Loosdrecht
- Nieuw-Loosdrecht
- Hilversum
- 's-Gravenland

Era format din următoarel comune:
- Oud-Loosdrecht
- Nieuw-Loosdrecht
- Hilversum
- 's-Gravenland